# 乌克兰国家边防局
乌克兰國家边防局（羅馬化：Derzhavna Prykordonna Sluzhba Ukrainy）是乌克兰的邊防機構。它是一个独立的特殊任务执法机构，其负责人直接向烏克蘭總統負責。该局于2003年7月31日成立。在战时，乌克兰边防局受乌克兰武装部队指挥。

## 图集

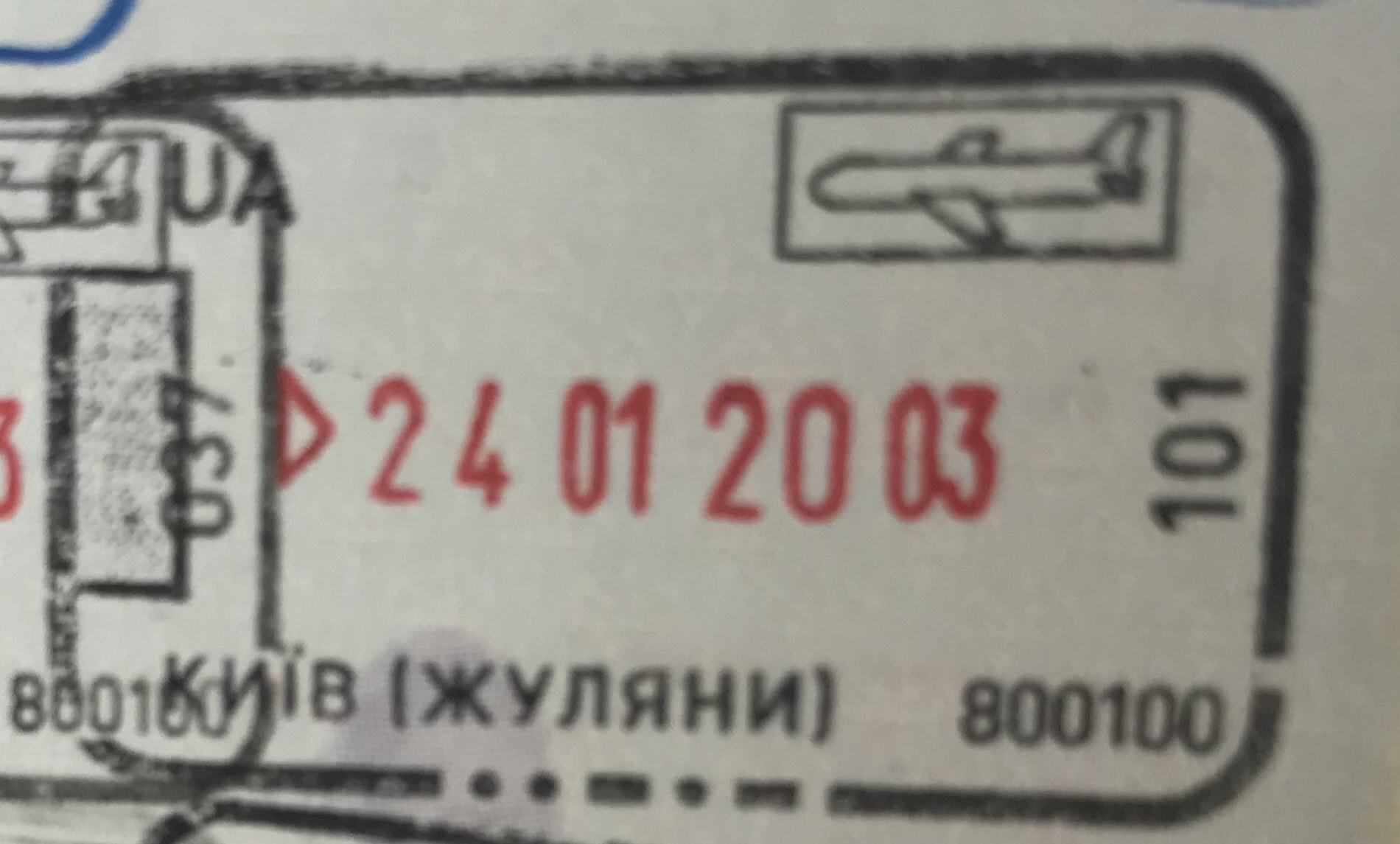
乌克兰新版入境章（基輔國際機場）
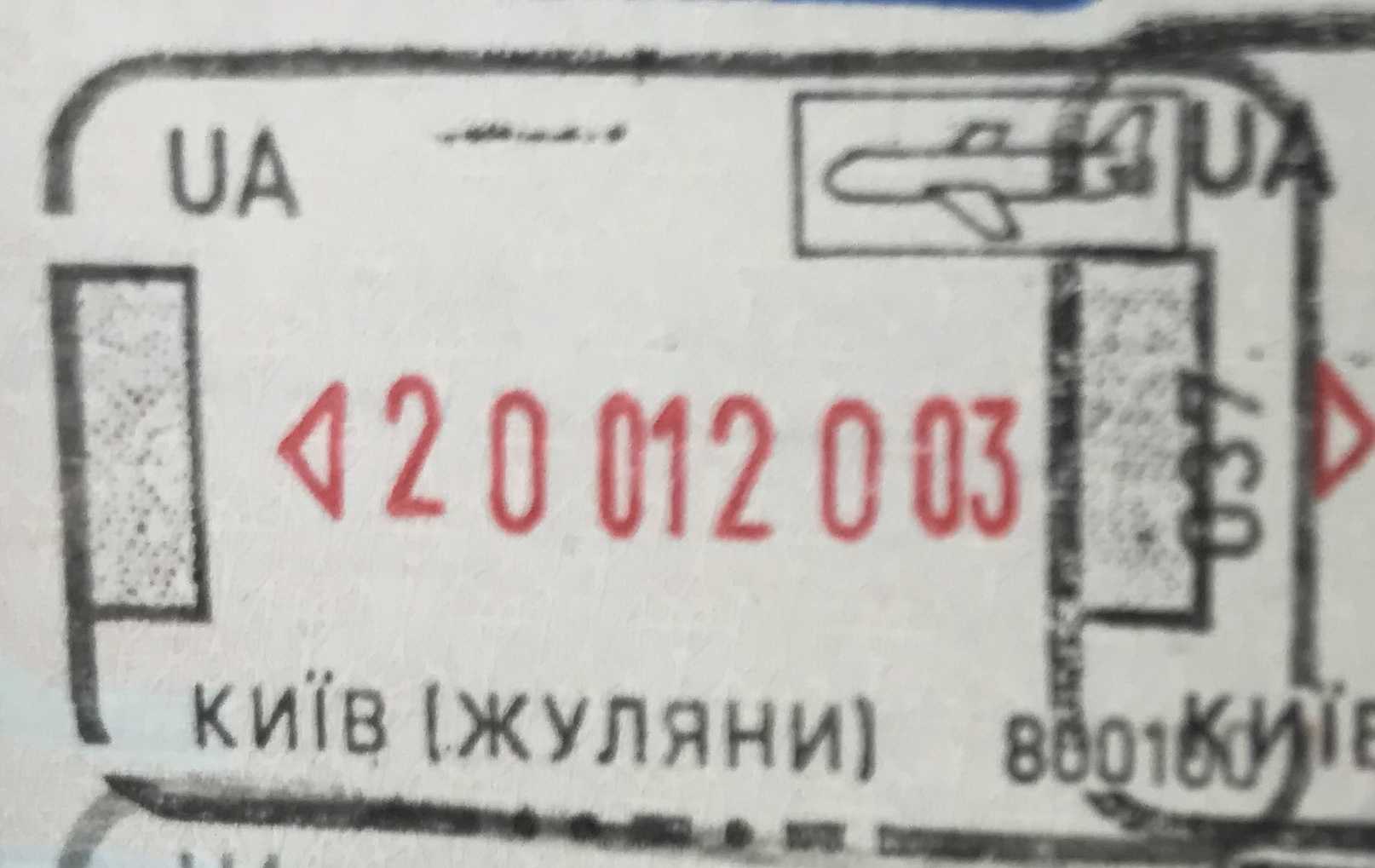
新版出境章（基輔國際機場）
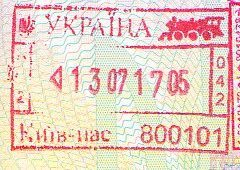
旧版铁路出境章（基輔客運站）
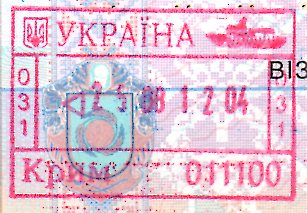
旧版水路出境章（俄羅斯兼併克里米亞前的克里木港（英语：Port Krym））

## 外部鏈接
- 官方网站